# Scink uťatý
Scink uťatý (Tiliqua rugosa, syn. Trachydosaurus rugosus) je plaz z řádu šupinatí (Squamata) a čeledi scinkovití (Scincidae).

## Výskyt
Ještěr se vyskytuje v suchých oblastech Austrálie, a sice od jihozápadu Západní Austrálie přes oblast Velkého australského zálivu až po státy na východním pobřeží. Mezinárodní svaz ochrany přírody (IUCN) hodnotí druh jako málo dotčený.

## Popis

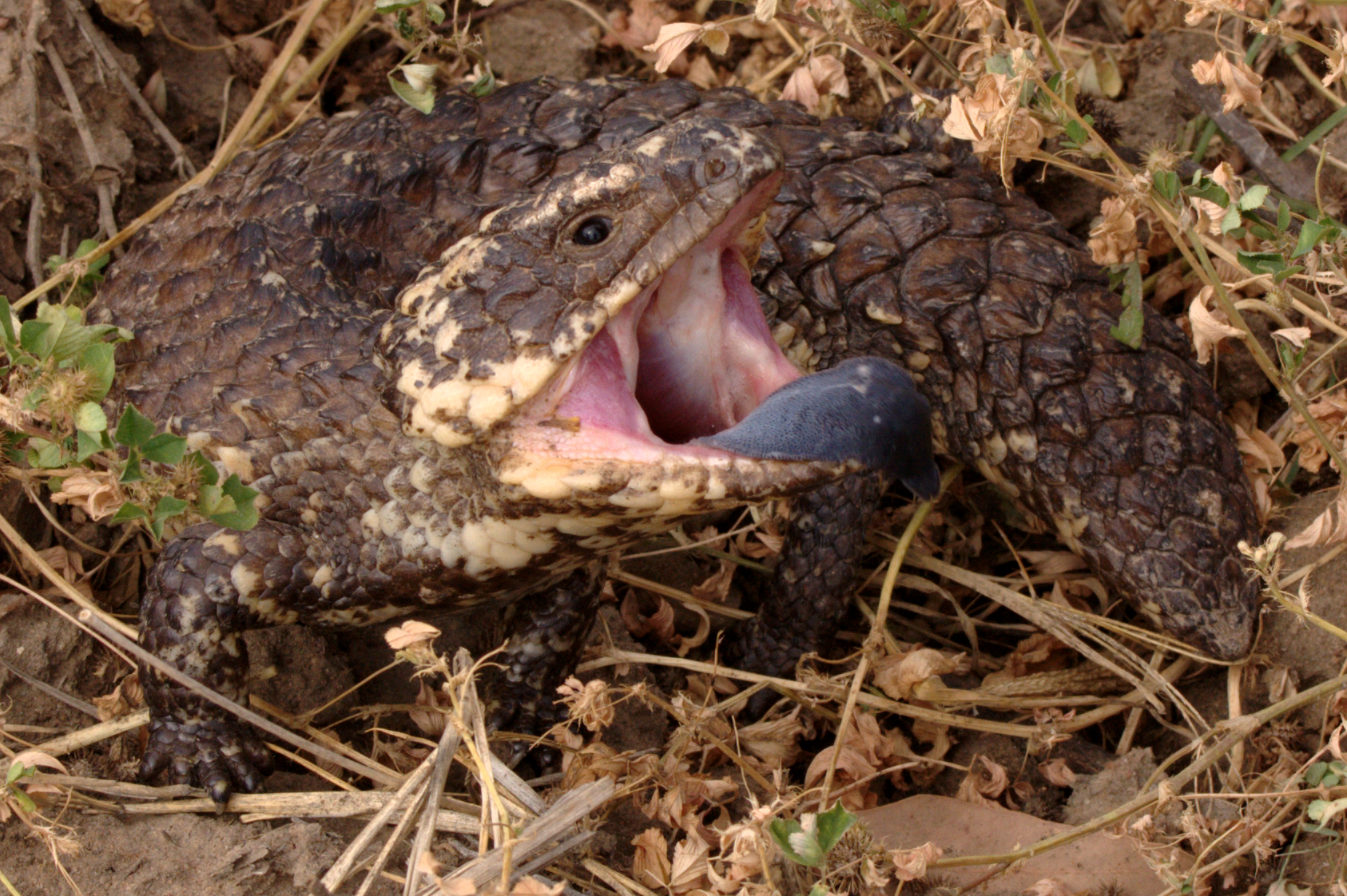
Scink uťatý

Scink uťatý dosahuje velikosti přes 40 cm a hmotnosti 600 až 900 g, tělo pokrývají velké drsné šupiny. Scink uťatý se vyznačuje zkráceným, tupým ocasem. Ten svým vzezřením připomíná hlavu, což může pomoci odvést pozornost při útoku některých predátorů. Ocas zároveň slouží jako zásobárna tuku. Zbarvení se liší v závislosti na poddruhu. Specifickým znakem scinka uťatého je jeho fialový jazyk, zvíře jej vyplazuje v případě ohrožení, aby tak odradilo případné predátory od útoku. Narušitele se může následně snažit i pokousat. Kousnutí je bolestivé, ale není jedovaté.
Ve volné přírodě se scink stává obětí dravých ptáků, jako je raroh proměnlivý (Falco berigora), některých větších druhů hadů, pronásledován je i ze strany nepůvodních zdivočelých psů a koček.
Scink uťatý je všežravec, obvykle se soustředí na rostlinnou potravu, menší část jídelníčku tvoří živočišná složka, především různí bezobratlí. Podle některých pověr je schopen zabít i hady. Scink uťatý je živorodý druh, mezi matkou a mládětem se rozvíjí primitivní placenta. Páření probíhá mezi říjnem a listopadem, samice rodí 1 až 2 mláďata, a to nejčastěji na přelomu března a dubna. Průměrný věk dožití činí 10 až 15 let.

## Poddruhy

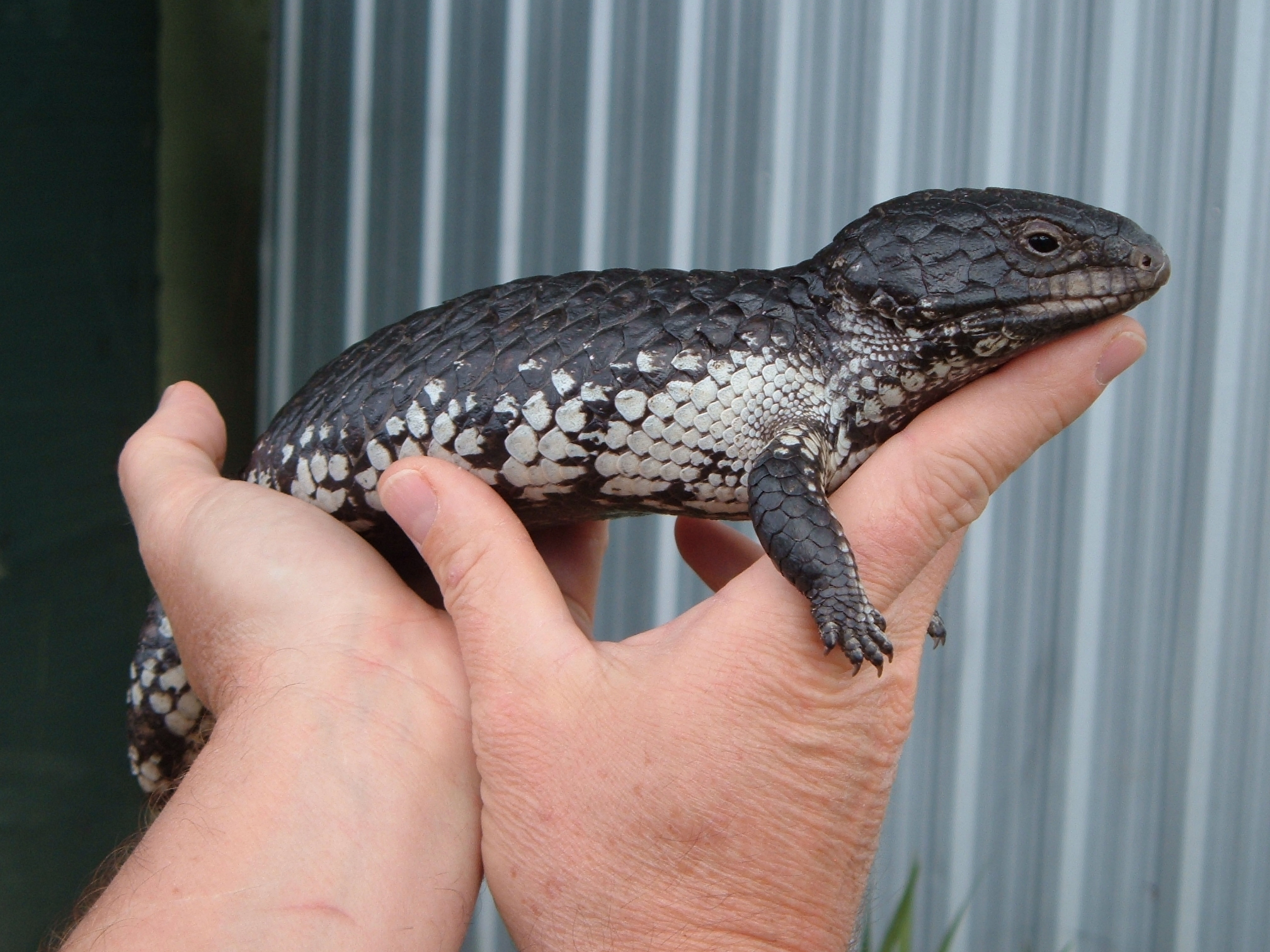
Scink uťatý v zajetí

Jsou uznány čtyři poddruhy scinka uťatého (T. rugosa):
- Tiliqua rugosa asper Gray, 1845 – východní Austrálie
- Tiliqua rugosa konowi Martens, 1958 – Rottnest Island, západní regiony Austrálie
- Tiliqua rugosa rugosa Gray, 1825 – západní Austrálie
- Tiliqua rugosa palarra Shea, 2000 – západní Austrálie, Shark Bay